# La Santíssima Trinitat (l'Espluga de Francolí)
La Santíssima Trinitat és una ermita al sud del municipi de l'Espluga de Francolí, a la vall del torrent de l'Ermita (o barranc de la Trinitat), que va a parar al Francolí, voltada de boscos de ribera i fonts. Hi passa el sender de gran recorregut GR-175, que comunica Montblanc amb Poblet. És un lloc molt visitat pels espluguins i pels pobles de la rodalia, que s'hi apleguen per la festa major, Sant Ramon i el dilluns de Pasqua.

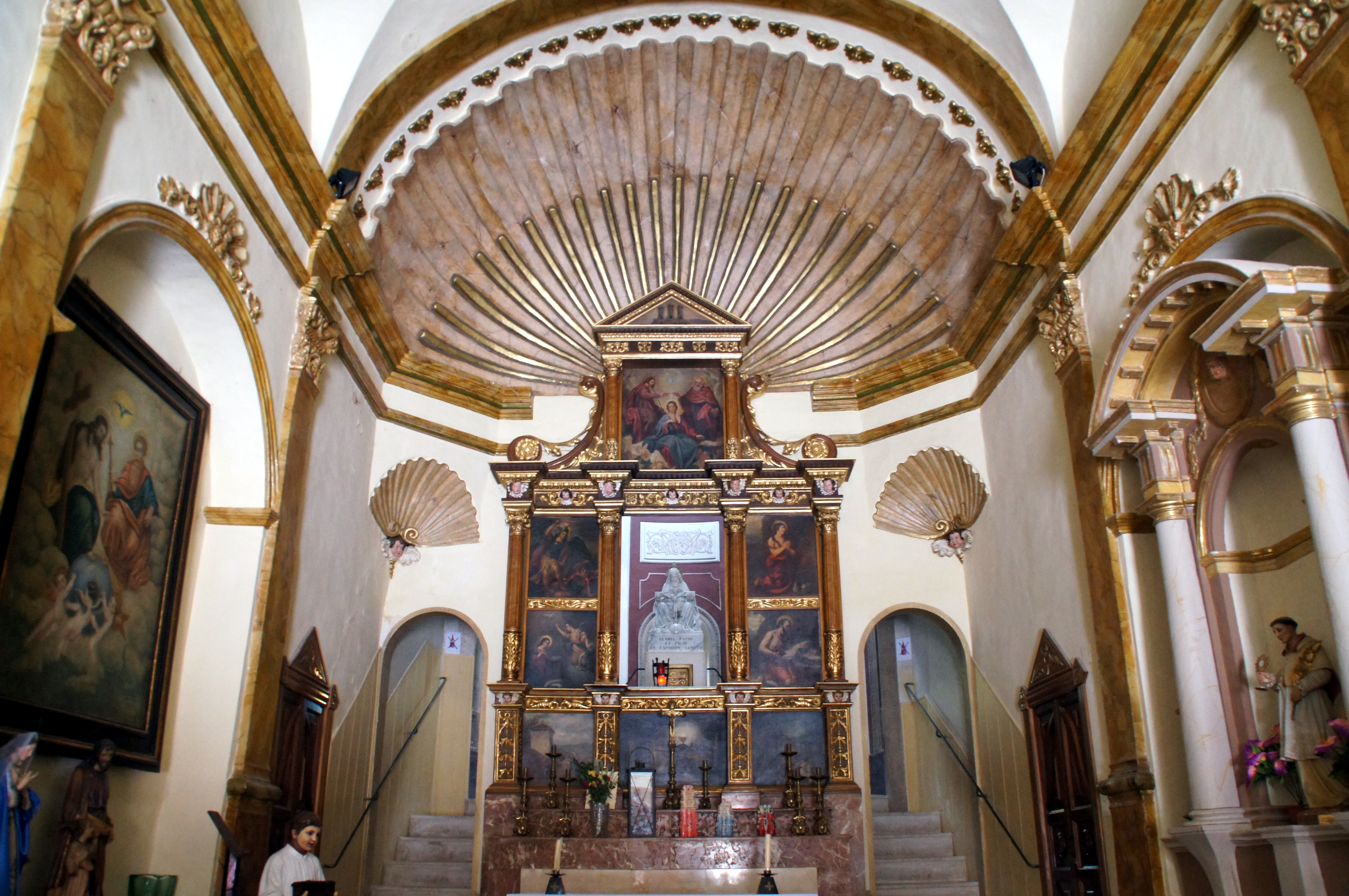
Ermita de la Santíssima Trinitat. Interior

L'edifici actual, catalogat a l'Inventari del Patrimoni Arquitectònic de Catalunya, és obra del segle xviii i modernament restaurat. És d'una sola nau i una volta de canó amb llunetes. A la capçalera hi ha una volta amb petxines i un retaule que substitueix al desaparegut a la Guerra Civil espanyola. Es venera la imatge de la Santíssima Trinitat col·locada en un cambril amb cúpula. La porta de mig punt, sense decoració, és rematada per un ull de bou i espadanya d'un sol forat. La imatge que s'hi venera es va trobar, segons la tradició, sota una vella alzina al costat del santuari, que ja és esmentat al segle xiv. L'ermita es va reedificar el 1790 i ha estat restaurada modernament. Hi resten documents que parlen d'una altra ermita al mateix lloc en el segle xiv.